# 鄧慧蘭
鄧慧蘭是香港中文大學手語及聾人研究中心總監。2006年開始，因積極推動亞洲地區的手語研究及推動主流學校實行「賽馬會手語雙語共融教育計劃」，獲得2013年度「香港人道年獎」。

## 手語雙語教育模式
鄧慧蘭引述美國的一項研究指出，利用磁力共振檢視人們腦部反應，發現一般人在進行寫作測驗時，只有左腦出現反應；相反，利用手語表達的一群參與者，他們的左右腦同時作出反應，顯示手語會幫助人的腦部發展。而外國資料亦顯示，有學習手語的聾人，考獲高等或大學資格的比例會高達七成。她補充，香港對手語的研究極少，就連聾人學校也不重視手語教學，主要只以唇讀為主。
基於上述的研究結果，在她上任後，便進行亞洲首個聾人與健聽學生共融教育模式的研究，於是在2006年8月香港中文大學手語及聾人研究中心接受香港賽馬會撥款，在香港試行該研究項目是通過手語促進聾生及健聽學生的語言發展。參與研究項目的學校安排師生接受手語訓練，並派出聾人老師參與課堂協作，提供即時手語翻譯，協助學校制訂教學策略，希望建立聾健共融的校園。

## 簡歷
在2012年9月，香港中文大學推出智能手機應用程式「香港手語初探」，供社會大眾免費下載，方便學習手語。鄧慧蘭表示，香港社會從前不支持聾人學習手語，反而強迫他們用僅餘的聽力和說話能力跟其他人溝通；但在2010年，國際聾人教育會議才向聾人道歉，認為他們擁有使用手語的權利，並呼籲把手語納入聾人教育。 
在2013年1月，香港中文大學推出首個“香港手語瀏覽器”，希望籍此推廣香港的聾人手語，消除香港社會大眾對手語的誤解，促進香港社會“聾健共融”。鄧慧蘭指出瀏覽器還收錄手語詞彙的變體，這些手語詞彙的變體在手語研究中是非常重要，關係到聾人之間的溝通和手語的推廣。
在2013年9月，有兩名全聾女生獲香港教育學院破格取錄，是香港首次有聾人修讀教育課程。負責與香港教育學院商討取錄聾學生的鄧慧蘭指出，以在中學任教英文科的老師為例，要取得專業教師資格除了在大學修讀與英文相關的科目外，還需要修讀學位教師教育文憑課程（PGDE）；但他們在共融教育計劃下的聾人同事取得相關學術學位卻非常困難，故大部份學校只當他們是教學助理。
在2012年12月及2013年11月，鄧慧蘭及她的團隊赴台灣進行學術交流。這次交流包括聽障早療機構、聽障教育專家、語言治療師、以及語言學教授等相關領域的專家，藉由香港的經驗展開對談，探索手語雙語教育模式在台灣實行的可行性。
在2015年2月，香港中文大學首次取錄兩名聾人，入讀語言學課程。他們獲日本財團的資助，為兩名聾生提供獎學金，並支援開發一套聾人專上教育學習支援模式，配合聾生上課時的需要，提供筆記抄寫、手語傳譯及課程錄製系統。鄧慧蘭表示，以探索形式試行聾人教學的模式，有待發展後讓其他學院借鏡。
在2015年10月，香港中文大學電子工程學系副教授李丹、耳鼻咽喉-頭頸外科學系副教授李月裳和鄧慧蘭就進行跨學科合作，開發一系列針對兒童和成年人的聽覺感知和語言能力電腦輔助評估工具。 
在2018年6月，接受香港01的訪問，提及已故聾人狀元李菁是香港中文大學手語及聾人研究中心的員工，李菁的故事不時縈繞在她的心中。

## 榮譽
由於她從不間斷地推動亞洲地區的手語研究及積極推動主流學校實行此計劃，經過多年的努力，讓她獲得2013年度「香港人道年獎」。

## 評價
她的手語研究及推行手語雙語的模式獲多間聾人機構的支持和肯定。「龍耳」接受訪問時表示認同及讚賞。
她推行的「賽馬會手語雙語共融教育計劃」獲聯合國教育、科學及文化組織國際教育局列入傑出融合教育例子資料庫。這資料庫是屬於海灣阿拉伯國家教育研究中心及國際教育局合辦的融合教育發展計劃，目的是為海灣阿拉伯地區製作資源發展融合教育及為政府决策者、學校、老師和其他相關者提供國際上成功的融合教育例子作參考，以推動當地的融合教育發展。

## 外部連結
- 「中大五十 • 人」鄧慧蘭 （页面存档备份，存于）
- 香港人道年獎2013得獎人 - 鄧慧蘭教授
- 鄧慧蘭教授的簡介 （页面存档备份，存于）